# Ancylis ussuricana
Ancylis ussuricana is een vlinder uit de familie van de bladrollers (Tortricidae). De wetenschappelijke naam van de soort is voor het eerst geldig gepubliceerd in 2009 door Pasquale Trematerra & Hou-Hun Li.

## Type
- holotype: "male. 18.VII.1989"
- instituut: UMC, Campobasso, Italië
- typelocatie: "Russia, Far East, Progranitchnyj r., Barabash-Levada"